# Wilson-Portal
Das Wilson-Portal ist ein über 1000 m hoher Berg an der Dufek-Küste in der antarktischen Ross Dependency. Er ragt 4 km südöstlich des O’Leary Peak an der Westseite der Mündung des Kosco-Gletschers in das Ross-Schelfeis auf. Abgesehen von seiner steilen Nordflanke ist der Berg schneebedeckt. Nach Nordosten erstrecken sich ausgehend vom Berg einige Felssporne.
Entdeckt und fotografiert wurde der Berg während der United States Antarctic Service Expedition (1939–1941) bei einem Überflug zwischen dem 29. Februar und dem 1. März 1940. Der US-amerikanische Geophysiker Albert P. Crary  (1911–1997) nahm zwischen 1957 und 1958 eine Vermessung des Berges vor. Crary benannte den Berg nach Charles R. Wilson, leitender Polarlichtwissenschaftler auf der Station Little America V und Glaziologe einer Mannschaft, die zwischen 1958 und 1959 das Viktorialand erkundet hatte.